# مستوطنون إسرائيليون

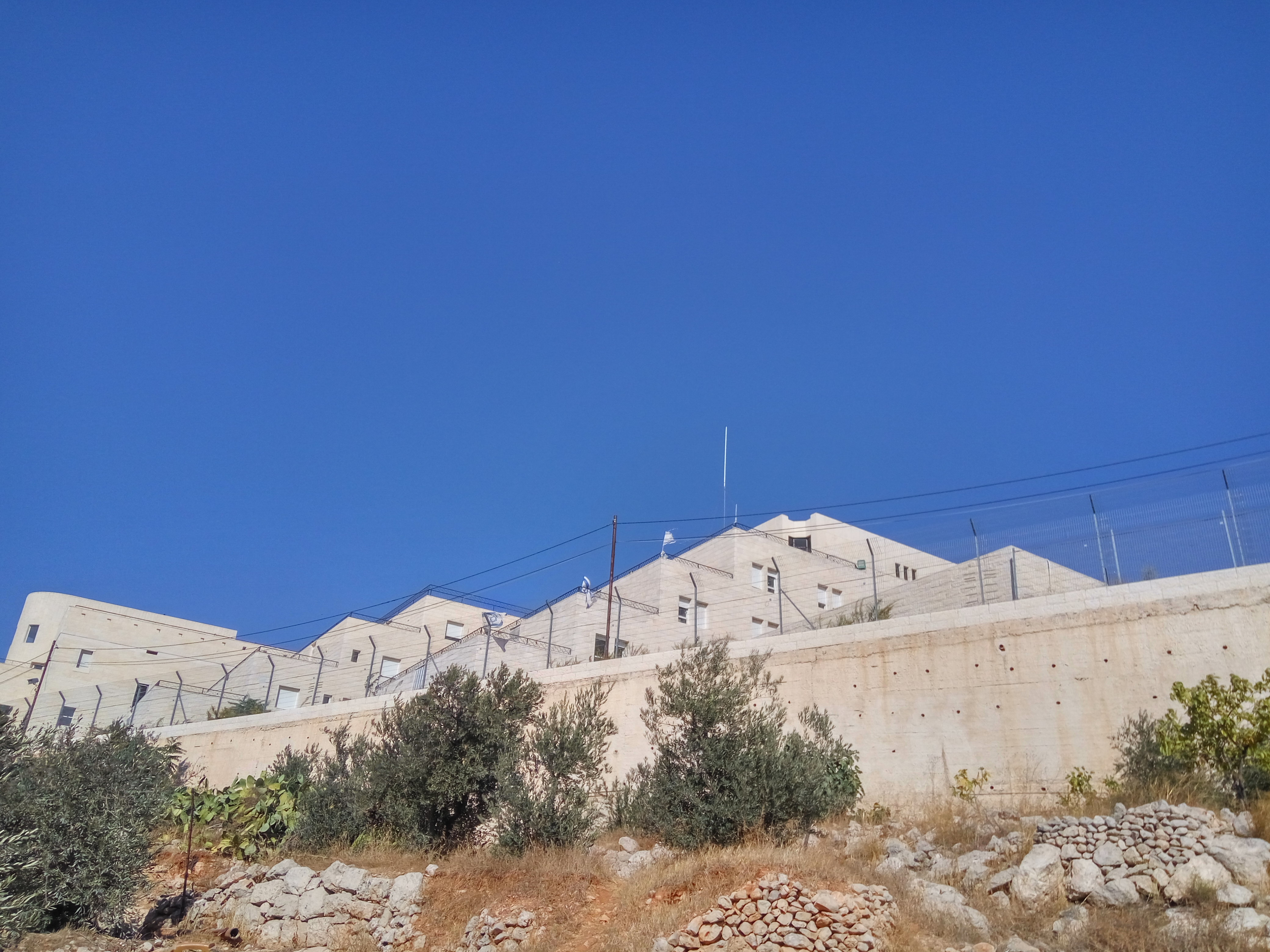
حاجز خرساني، يفضل منطقة الخليل عن المستوطنات الإسرائيلية

المستوطنون الإسرائيليون هم مهاجرون -غالبا يهود- قدموا من خارج فلسطين واستوطنوا في الأراضي المحتلة عام 1967 في إحدى المستوطنات الإسرائيلية أو في نقاط إستيطانية أخرى.
يتنوع المستوطنون ما بين كونهم متدينين متطرفين وبين كونهم «مستوطنون إقتصاديون»، أي مستوطنون بدوافع إقتصادية في المستوطنات سواء كانت الحوافز عامّة أو خاصّة مقدمة من الحكومة، يتركز اللاحق ذكرهم في التجمعات المحيطة بالقدس. بينما في المقابل يصطبغ المستوطنون في المناطق حول القدس الشرقية، ونابلس والخليل على سبيل المثال بمعتقدات دينية متطرفة. وهؤلاء الافراد ينضوون تحت مجموعات مثل غوش ايمونيم (تكتل المؤمنين)، يرى هؤلاء بانتصار إسرائيل في حرب 1967م، علامة للخلاص الرباني، ويرون في الحركة الإستيطانية، عودة لليهود لوطنهم التوراتي، و«ان العرب هم عنصر دخيل على الاتحاد العضوي بين اليهود وأرضهم، وبالرغم من ان الموقف الرسمي بأن الاحتلال وتعطيل حقوق الفلسطينيين أمور مؤقتة، إلا أن الجناح اليميني يرغب بإبقاء العرب في حالة شبه-مستعمرين» بوصف غادي تاوب، بروفسور مساعد الإتصال والسياسات العامّة في الجامعة العبرية.
يلعب المستوطنون الإسرائيليون دورا مميزا في السياسة في إسرائيل، حيث أن مناصرتهم للأحزاب و/أو إنضامهم إليها في تشكيلاتها الحكومية مرتبط بسياسات هذه الأحزاب والتشكيلات فيما يخص الإستيطان. ويشكل المستوطنون المتدينون أو «العقائديون» حوالي 130 ألفا من أصل نصف مليون مستوطن، ولكن أفعالهم وتأثيرها يفوق حجمهم. ويتمثلون في كتل برلمانية مثل مجلس ييشاع وتصغير|حاجز خرساني، يفضل منطقة الخليل عن المستوطنات الإسرائيلية
المستوطنون الإسرائيليون هم مهاجرون -غالبا يهود- قدموا من خارج فلسطين واستوطنوا في الأراضي المحتلة عام 1967 في إحدى المستوطنات الإسرائيلية أو في نقاط إستيطانية أخرى.
يتنوع المستوطنون ما بين كونهم متدينين متطرفين وبين كونهم «مستوطنون إقتصاديون»، أي مستوطنون بدوافع إقتصادية في المستوطنات سواء كانت الحوافز عامّة أو خاصّة مقدمة من الحكومة، يتركز اللاحق ذكرهم في التجمعات المحيطة بالقدس. بينما في المقابل يصطبغ المستوطنون في المناطق حول القدس الشرقية، ونابلس والخليل على سبيل المثال بمعتقدات دينية متطرفة. وهؤلاء الافراد ينضوون تحت مجموعات مثل غوش ايمونيم (تكتل المؤمنين)، يرى هؤلاء بانتصار إسرائيل في حرب 1967م، علامة للخلاص الرباني، ويرون في الحركة الإستيطانية، عودة لليهود لوطنهم التوراتي، و«ان العرب هم عنصر دخيل على الاتحاد العضوي بين اليهود وأرضهم، وبالرغم من ان الموقف الرسمي بأن الاحتلال وتعطيل حقوق الفلسطينيين أمور مؤقتة، إلا أن الجناح اليميني يرغب بإبقاء العرب في حالة شبه-مستعمرين» بوصف غادي تاوب، بروفسور مساعد الإتصال والسياسات العامّة في الجامعة العبرية.
يلعب المستوطنون الإسرائيليون دورا مميزا في السياسة في إسرائيل، حيث أن مناصرتهم للأحزاب و/أو إنضامهم إليها في تشكيلاتها الحكومية مرتبط بسياسات هذه الأحزاب والتشكيلات فيما يخص الإستيطان. ويشكل المستوطنون المتدينون أو «العقائديون» حوالي 130 ألفا من أصل نصف مليون مستوطن، ولكن أفعالهم وتأثيرها يفوق حجمهم. ويتمثلون في كتل برلمانية مثل مجلس ييشاع وتصغير|حاجز خرساني، يفضل منطقة الخليل عن المستوطنات الإسرائيلية
المستوطنون الإسرائيليون هم مهاجرون -غالبا يهود- قدموا من خارج فلسطين واستوطنوا في الأراضي المحتلة عام 1967 في إحدى المستوطنات الإسرائيلية أو في نقاط إستيطانية أخرى.
يتنوع المستوطنون ما بين كونهم متدينين متطرفين وبين كونهم «مستوطنون إقتصاديون»، أي مستوطنون بدوافع إقتصادية في المستوطنات سواء كانت الحوافز عامّة أو خاصّة مقدمة من الحكومة، يتركز اللاحق ذكرهم في التجمعات المحيطة بالقدس. بينما في المقابل يصطبغ المستوطنون في المناطق حول القدس الشرقية، ونابلس والخليل على سبيل المثال بمعتقدات دينية متطرفة. وهؤلاء الافراد ينضوون تحت مجموعات مثل غوش ايمونيم (تكتل المؤمنين)، يرى هؤلاء بانتصار إسرائيل في حرب 1967م، علامة للخلاص الرباني، ويرون في الحركة الإستيطانية، عودة لليهود لوطنهم التوراتي، و«ان العرب هم عنصر دخيل على الاتحاد العضوي بين اليهود وأرضهم، وبالرغم من ان الموقف الرسمي بأن الاحتلال وتعطيل حقوق الفلسطينيين أمور مؤقتة، إلا أن الجناح اليميني يرغب بإبقاء العرب في حالة شبه-مستعمرين» بوصف غادي تاوب، بروفسور مساعد الإتصال والسياسات العامّة في الجامعة العبرية.
يلعب المستوطنون الإسرائيليون دورا مميزا في السياسة في إسرائيل، حيث أن مناصرتهم للأحزاب و/أو إنضامهم إليها في تشكيلاتها الحكومية مرتبط بسياسات هذه الأحزاب والتشكيلات فيما يخص الإستيطان. ويشكل المستوطنون المتدينون أو «العقائديون» حوالي 130 ألفا من أصل نصف مليون مستوطن، ولكن أفعالهم وتأثيرها يفوق حجمهم. ويتمثلون في كتل برلمانية مثل مجلس ييشاع وغوش ايمونيم اللتان تعتبران في اليمين السياسي في إسرائيل.